# IC 1807
IC 1807 је елиптична галаксија у сазвјежђу Ован која се налази на листи објеката дубоког неба у Индекс каталогу.
Деклинација објекта је + 22° 57' 1" а ректасцензија 2h 30m 30,9s. Привидна величина (магнитуда) објекта IC 1807 износи 14,7 а фотографска магнитуда 15,7. IC 1807 је још познат и под ознакама MCG 4-6-62, CGCG 483-71, NPM1G +22.0103, PGC 9547.